# Joseph-Louis Bonnet
Pour les articles homonymes, voir Bonnet.
Joseph-Louis Bonnet est un homme politique français né le 16 juin 1856 à Allanche (Cantal) et décédé le 25 décembre 1925 à Neuilly-sur-Seine (Hauts-de-Seine).
Journaliste, il est secrétaire du comité d'action pour les réformes républicaines en 1898, et participe en 1901 à l'organisation du premier congrès radical-socialiste et devient le premier secrétaire général de ce parti. Il est député de la Seine de 1921 à 1925, inscrit au groupe d'Action républicaine et sociale. Il s'investit beaucoup sur des questions de droit électoral.

## Sources
- « Joseph-Louis Bonnet », dans le Dictionnaire des parlementaires français (1889-1940), sous la direction de Jean Jolly, PUF, 1960 [détail de l’édition]